# جايمي أوتيرو كالديرون
جايمي أوتيرو كالديرون (بالإسبانية: Jaime Otero Calderón)‏ هو صحفي وسياسي بوليفي، ولد في 19 يناير 1921 في لاباز في بوليفيا، وتوفي بنفس المكان في 15 فبراير 1970. حزبياً، نشط في الحركة القومية الثورية. وقد انتخب deputy of Bolivia ‏.